# Eparchia di San Basilio Magno di Bucarest
L'eparchia di San Basilio Magno di Bucarest (in latino: Eparchia Sancti Basilii Magni Bucarestiensis Romenorum) è una sede della Chiesa greco-cattolica rumena suffraganea dell'arcieparchia di Făgăraș e Alba Iulia. Nel 2022 contava 9.000 battezzati. È retta dall'eparca Mihai Cătălin Frățilă.

## Territorio
L'eparchia estende la sua giurisdizione sui fedeli cattolici di rito bizantino che risiedono nelle storiche regioni rumene della Dobrugia, della Muntenia e dell'Oltenia.
Sede eparchiale è la città di Bucarest, dove si trova la cattedrale di San Basilio Magno (Sfântul Vasile cel Mare).
Al momento dell'erezione, l'eparchia comprendeva 15 parrocchie: Bucarest (7), Râmnicu Vâlcea, Brăila, Brezoi, Câmpina, Craiova, Pesceana, Ploiești e Slatina.

## Storia
La presenza di una comunità greco-cattolica rumena a Bucarest è attestata a partire dagli inizi dell'Ottocento. Risale al 1829 l'istituzione della parrocchia di San Basilio Magno, futura cattedrale dell'eparchia.
Nel 1940 venne creato il vicariato greco-cattolico di Bucarest con giurisdizione su tutto il Vecchio regno di Romania, dipendente dall'arcieparchia di Făgăraș e Alba Iulia, con un proprio vescovo residente, ausiliare della medesima arcieparchia. Primo prelato fu il vescovo Vasile Aftenie, arrestato dalla polizia comunista nel 1948 e morto in carcere nel 1950. A causa dell'instaurarsi del regime comunista e della persecuzione contro la Chiesa greco-cattolica rumena, non fu più possibile nominare un vicario fino al 2008.
L'eparchia è stata eretta dal cardinale Lucian Mureșan, arcivescovo maggiore della Chiesa greco-cattolica rumena, dopo aver consultato la Sede Apostolica, il 29 maggio 2014 coprendo in parte il territorio del precedente vicariato, sottratto alla giurisdizione dell'arcieparca di Făgăraș e Alba Iulia.

## Cronotassi dei vescovi
Si omettono i periodi di sede vacante non superiori ai 2 anni o non storicamente accertati.
- Mihai Cătălin Frățilă, dal 29 maggio 2014

## Statistiche
L'eparchia nel 2022 contava 9.000 battezzati.
| anno | popolazione | popolazione | popolazione | presbiteri | presbiteri | presbiteri | presbiteri                | diaconi | religiosi | religiosi | parrocchie |
| anno | battezzati  | totale      | %           | numero     | secolari   | regolari   | battezzati per presbitero | diaconi | uomini    | donne     | parrocchie |
| ---- | ----------- | ----------- | ----------- | ---------- | ---------- | ---------- | ------------------------- | ------- | --------- | --------- | ---------- |
| 2017 | 10.000      | ?           | ?           | 16         | 14         | 2          | 625                       |         | 2         | 20        | 14         |
| 2020 | 9.000       | ?           | ?           | 17         | 15         | 2          | 529                       |         | 2         | 22        | 15         |
| 2022 | 9.000       | ?           | ?           | 17         | 15         | 2          | 529                       |         | 4         | 22        | 15         |